# Юлдашево (Караідельський район)
Юлда́шево (рос. Юлдашево, башк. Юлдаш) — присілок у складі Караідельського району Башкортостану, Росія. Входить до складу Староакбуляківської сільської ради.
Населення — 122 особи (2010; 111 у 2002).
Національний склад:
- башкири — 95 %